# Ломакин, Сергей Леонидович
Серге́й Леони́дович Лома́кин (род. 10 августа 1952 года, Москва, СССР) — советский и российский журналист, телеведущий и медиаменеджер.
Возглавляет Дирекцию специальных проектов Общественного телевидения России.
С 1987 по 1990 год — специальный корреспондент, ведущий и руководитель информационно-развлекательной программы «Взгляд».

## Биография

### Ранние годы
Родился в семье писателя Леонида Дмитриевича Платова.
В 1974 году окончил экономический факультет МГУ.

### Карьера
С 1975 года работал в агентстве печати «Новости» (АПН), специализировался по странам Африки и Ближнего Востока.
В 1977 году перешёл в Главную редакцию программ для молодёжи Центрального телевидения Гостелерадио СССР и стал режиссёром и редактором программы «А ну-ка, девушки!». В газете «Музыкальная правда» он вспоминал:

На телевидение меня привёл буквально за руку сосед по лестничной клетке Андрей Меньшиков, который делал игровые передачи, такие, как «Салют, фестиваль!» (в них участвовали Андрей Кнышев, тот же Володя Мукусев, много других талантливых ребят). Вся молодёжная редакция работала в то время на эпопею «Наша биография» к 60-летию Октябрьской революции. За что потом очень многие получили Государственные премии СССР, в том числе те же Эдуард Сагалаев и Толя Лысенко. Но «молодёжка» делала тогда и программу «Адреса молодых», весьма по тем временам прогрессивную, хотя и без призывов «Долой советскую власть!». А «Взглядом» в 1987 году заниматься мне предложил Сагалаев: мы с ним знакомы были ещё с 1977 года. Тогда, когда я после Агентства печати «Новости» пришёл работать в молодёжную редакцию Центрального телевидения.

С 1987 по 1990 год — специальный корреспондент программы «Взгляд». «Звезда Сергея Ломакина зажглась в конце 80-х вместе со звёздами Владислава Листьева, Александра Любимова, Евгения Додолева и других „битлов перестройки“». Принадлежит к «перестроечной» плеяде телерепортёров, которых Тимофей Шевяков назвал «битлами нашей эпохи». Утверждалось, что Раиса Максимовна Горбачёва называла его «самым красивым телеведущим», но сам журналист это отрицает. В 1997 году «Огонёк» позиционировал ведущих программы, включая Ломакина, как «народных героев». Про этот этап Сергей вспоминает:

Мы были просто соратниками, сотрудниками, товарищами, то есть командой, но не друзьями, к сожалению.

В 1990 году перешёл в Главную редакцию информационных программ Центрального телевидения Гостелерадио СССР. С 1990 по 1991 год — комментатор, ведущий программы «Время». Широкая «известность», сыгравшая негативную роль в карьере, пришла к Ломакину после пресс-конференции членов ГКЧП 19 августа 1991, когда вице-президент СССР Геннадий Янаев сказал Ломакину: «Тебе, Серёжа, больше скажу…». После провала путча журналист был отстранён от ведения программы «Время».
С 1991 по 1995 год — ведущий программ «Утро», «Финансовые известия». С 1993 по 1995 год — комментатор ИТА РГТРК «Останкино», до 1997 — ведущий программы «Новости».
В июле 1997 года по приглашению Анатолия Лысенко занял пост заместителя генерального продюсера консорциума «ТВ Центр». С июля 1997 по июль 1999 года был генеральным директором телеканала «ТВ Центр-Столица». Затем работал главным редактором Главной редакции молодёжных программ ТВЦ.
Руководил дневным каналом «Дата» (с января 2004 года являлся главным редактором одноимённой программы), который входил в Дирекцию художественного вещания и кинопоказа.
С августа 1999 года — обозреватель Дирекции информационного вещания ОАО «Ассоциация спутникового телевидения» (АСТ).
С 2002 по 2003 год был ведущим своей рубрики и руководителем программы «Подозреватель» на московском телеканале М1.
В 2007 году руководил окружной телевизионной компанией «Север-ТВ» (префектура города Москвы), производя восемь с половиной часов эфира ежедневно.
На НТВ, не являясь штатным сотрудником телекомпании, вёл исторические проекты «Кремлёвские дети» (2007—2008) и «Кремлёвские похороны».
Далее немного работал на РБК, создавал с нуля новый телеканал «Страна» и одно время (2009—2010) занимал там пост исполнительного директора. После чего длительное время не работал на телевидении.
С 2013 года — директор дирекции регионального вещания и спецпроектов Общественного телевидения России.
Автор книги о работе телеоператора «Сегодня стало известно». Юрий Белявский отмечал в своей рецензии:

С одной стороны, самим названием книги автор как бы сразу открещивается от каких-либо претензий на анализ, подчёркивая свою сущность телеинформационщика с 20-летним стажем. А вот с другой стороны… То, что стало известно сегодня, естественно, было неизвестно вчера. В книге Сергея Ломакина содержится очень много интересных подробностей событий, находившихся ещё несколько лет назад не только в самом центре общественного внимания, но и оказавшихся в значительной степени, как говаривал последний генсек, судьбоносными.

### Личная жизнь
Женат вторым браком. Имеет сына и дочь. Среди увлечений, о которых рассказывает коллегам-журналистам, — автогонки.

## Награды
- Орден Дружбы (3 января 2024) — за заслуги в развитии средств массовой информации и многолетнюю добросовестную работу[21].
- Две премии ФСБ (2014 и 2018).